# 小行星9595
小行星9595（英語：9595）是一颗围绕太阳公转的小行星。1991年9月13日，亨利·E·霍爾特在帕洛马山发现了此天体。
这颗小行星的绝对星等为123.7038914603846等。